# Club Goa
Club Goa var en svensk dokusåpa i formatet Beach Club Goa från år 2005 som sändes på TV3.

## Bakgrund
TV3 samlade många av de mest kända dokusåpadeltagarna från bland annat Expedition Robinson, Baren, Big Brother och Farmen. Tillsammans skulle de driva en restaurangrörelse i Goa i Indien. Programmet utspelade sig på restaurangen Drop Anchor på Baga Beach. Programledare var huvudsakligen Robert Aschberg, men Paolo Roberto ledde några avsnitt då Aschberg var i Sverige.
Med sig på plats hade deltagarna Jörgen "Jugge" Nohall och Nalle Knutsson som nöjeskonsulenter. Dessa fick sedan Frida Lundell som assistent, efter att hon åkt ur tävlingen som deltagare.
Molle Holmberg vann dokusåpan, efter att Kitty Jutbring lagt den avgörande rösten. Därmed tog han hem förstapriset på en halv miljon kronor.
Finalen slutade i slagsmål med fyra av deltagarna inblandade, vilket inte visades i tv-programmet, men som både Aftonbladet och Expressen skrev om. Upprinnelsen till bråket handlade om påstådd rasism.
En ovanlig företeelse med just denna dokusåpa var att ibland syntes eller hördes även personer ur produktionen.

## Deltagare
- Caroline Björkman, Big Brother
- Tess Bylund, Bachelor
- Sebastian Dawkins, Farmen
- Marie Forsberg, Farmen
- Lars Gåre, Expedition: Robinson
- Johan "Molle" Holmberg, Baren (Vinnare)
- Jan "Blondie" Hammarlöf, Farmen
- Kitty Jutbring, Big Brother
- Niklas "Biffen" Jansson, Villa Medusa
- Jan O. Jansson, Farmen
- Kent Larsen, Expedition: Robinson
- Veronika Larsson, Farmen
- Frida Lundell, Expedition Robinson, UnderCover TV3
- Marina Milosevic, Farmen
- Frida Norén, Farmen
- Qristina Ribohn, Farmen, Baren
- Stefan Sahlin, Villa Medusa
- Zübeyde Simsek, Expedition: Robinson
- Benjamin Sorani, Big Brother
- Meral Tasbas, Baren
- Özcan Yildiz, Farmen